# 小行星9061
小行星9061（英語：9061）是一颗围绕太阳公转的小行星。1992年11月18日，杉江淳在Dynic发现了此天体。
这颗小行星的绝对星等为271.61253等。